# Copa Libertadores 1972
La Copa Libertadores 1972 fue la decimotercera edición del torneo de clubes más importante de América del Sur, organizado por la Confederación Sudamericana de Fútbol, en la que participaron equipos de diez países sudamericanos: Argentina, Bolivia, Brasil, Chile, Colombia, Ecuador, Paraguay, Perú, Uruguay y Venezuela.
El campeón fue Independiente de Argentina, que alcanzó de esta manera su tercer título en la competición. Gracias a ello, disputó la Copa Intercontinental 1972 ante Ajax de los Países Bajos, y la Copa Interamericana 1973 frente a Olimpia de Honduras. Además, se clasificó a la segunda fase de la Copa Libertadores 1973.

## Formato
El campeón vigente accedió de manera directa a la segunda fase, mientras que los 19 equipos restantes disputaron la primera fase. En ella, los clubes fueron divididos en cinco grupos, cuatro conformado por 4 equipos y uno por 3 equipos. Las zonas se hallaban divididas de acuerdo a los países de origen de cada club, de manera que los dos representantes de una misma asociación nacional debían caer en el mismo grupo, a excepción del único equipo uruguayo participante de la fase que fue incluido directamente en la zona de 3 equipos. El ganador de cada uno de los cinco grupos clasificó a la segunda fase, uniéndose al campeón vigente, estableciéndose dos zonas de 3 equipos. El primer posicionado en cada una de ellas accedió a la final, que se llevó a cabo en encuentros de ida y vuelta, disputándose un partido de desempate en caso de ser necesario.
|                           |                           | Equipos que entran en esta fase                                                                                       | Equipos que provienen de la fase anterior |
| ------------------------- | ------------------------- | --- | ----------------------------------------- |
| Primera fase (19 equipos) | Primera fase (19 equipos) | - 2 equipos de Argentina, Bolivia, Brasil, Chile, Colombia, Ecuador, Paraguay, Perú y Venezuela - 1 equipo de Uruguay |                                           |
| Segunda fase (6 equipos)  | Segunda fase (6 equipos)  | - 1 equipo, campeón de la Copa Libertadores 1971                                                                      | - 5 equipos primeros de la Primera fase   |
| Final (2 equipos)         | Final (2 equipos)         | | - 2 equipos primeros de la Segunda fase   |

## Equipos participantes
En cursiva los equipos debutantes en el torneo.
| País                             | Equipo                                | Vía de clasificación                                                                                              |
| -------------------------------- | ------------------------------------- | --- |
| Argentina 2 cupos                | Rosario Central Independiente         | Campeón del Campeonato Nacional 1971 Ganador de la Liguilla Pre-Libertadores 1971                                 |
| Bolivia 2 cupos                  | Oriente Petrolero Chaco Petrolero     | Campeón del Campeonato de Primera División 1971 Subcampeón del Campeonato de Primera División 1971                |
| Brasil 2 cupos                   | Atlético Mineiro São Paulo            | Campeón del Campeonato Brasileño de 1971 Subcampeón del Campeonato Brasileño de 1971                              |
| Chile 2 cupos                    | Unión San Felipe Universidad de Chile | Campeón del Campeonato de Primera División 1971 Subcampeón del Campeonato de Primera División 1971                |
| Colombia 2 cupos                 | Santa Fe Atlético Nacional            | Campeón del Campeonato Colombiano 1971 Subcampeón del Campeonato colombiano 1971                                  |
| Ecuador 2 cupos                  | Barcelona América de Quito            | Campeón del Campeonato Ecuatoriano de 1971 Subcampeón del Campeonato Ecuatoriano de 1971                          |
| Paraguay 2 cupos                 | Olimpia Cerro Porteño                 | Campeón del Campeonato Paraguayo de 1971 Subcampeón del Campeonato Paraguayo de 1971                              |
| Perú 2 cupos                     | Universitario Alianza Lima            | Campeón del Campeonato Descentralizado 1971 Subcampeón del Campeonato Descentralizado 1971                        |
| Uruguay 1 cupo + campeón vigente | Nacional Peñarol                      | Campeón de la Copa Libertadores 1971 y del Campeonato Uruguayo de 1971 Subcampeón del Campeonato Uruguayo de 1971 |
| Venezuela 2 cupos                | Valencia Deportivo Italia             | Campeón de la Primera División Venezolana 1971 Subcampeón de la Primera División Venezolana 1971                  |

### Distribución geográfica de los equipos
Distribución geográfica de las sedes de los equipos participantes:

## Primera fase

### Grupo 1
| Equipo            | Pts. | PJ | PG | PE | PP | GF | GC | DG |
| ----------------- | ---- | -- | -- | -- | -- | -- | -- | -- |
| Independiente     | 10   | 6  | 4  | 2  | 0  | 13 | 5  | 8  |
| Rosario Central   | 8    | 6  | 3  | 2  | 1  | 8  | 5  | 3  |
| Santa Fe          | 4    | 6  | 1  | 2  | 3  | 4  | 9  | –5 |
| Atlético Nacional | 2    | 6  | 0  | 2  | 4  | 3  | 9  | –6 |

| \| Fecha \| Lugar \| Local \| Resultado \| Visitante \| \| ------------- \| ---------- \| ----------------- \| --------- \| ----------------- \| \| 16 de febrero \| Rosario \| Rosario Central \| 2:2 \| Independiente \| \| 16 de febrero \| Bogotá \| Santa Fe \| 1:1 \| Atlético Nacional \| \| 22 de febrero \| Bogotá \| Santa Fe \| 0:0 \| Rosario Central \| \| 22 de febrero \| Medellín \| Atlético Nacional \| 1:1 \| Independiente \| \| 24 de febrero \| Bogotá \| Santa Fe \| 2:4 \| Independiente \| \| 24 de febrero \| Medellín \| Atlético Nacional \| 0:1 \| Rosario Central \| \| 9 de marzo \| Medellín \| Atlético Nacional \| 0:1 \| Santa Fe \| \| 9 de marzo \| Avellaneda \| Independiente \| 2:0 \| Rosario Central \| \| 21 de marzo \| Avellaneda \| Independiente \| 2:0 \| Santa Fe \| \| 21 de marzo \| Rosario \| Rosario Central \| 3:1 \| Atlético Nacional \| \| 23 de marzo \| Rosario \| Rosario Central \| 2:0 \| Santa Fe \| \| 23 de marzo \| Avellaneda \| Independiente \| 2:0 \| Atlético Nacional \| |            |                   |           |                   |
| Fecha | Lugar      | Local             | Resultado | Visitante         |
| 16 de febrero | Rosario    | Rosario Central   | 2:2       | Independiente     |
| 16 de febrero | Bogotá     | Santa Fe          | 1:1       | Atlético Nacional |
| 22 de febrero | Bogotá     | Santa Fe          | 0:0       | Rosario Central   |
| 22 de febrero | Medellín   | Atlético Nacional | 1:1       | Independiente     |
| 24 de febrero | Bogotá     | Santa Fe          | 2:4       | Independiente     |
| 24 de febrero | Medellín   | Atlético Nacional | 0:1       | Rosario Central   |
| 9 de marzo | Medellín   | Atlético Nacional | 0:1       | Santa Fe          |
| 9 de marzo | Avellaneda | Independiente     | 2:0       | Rosario Central   |
| 21 de marzo | Avellaneda | Independiente     | 2:0       | Santa Fe          |
| 21 de marzo | Rosario    | Rosario Central   | 3:1       | Atlético Nacional |
| 23 de marzo | Rosario    | Rosario Central   | 2:0       | Santa Fe          |
| 23 de marzo | Avellaneda | Independiente     | 2:0       | Atlético Nacional |

### Grupo 2
| Equipo            | Pts. | PJ | PG | PE | PP | GF | GC | DG  |
| ----------------- | ---- | -- | -- | -- | -- | -- | -- | --- |
| Barcelona         | 9    | 6  | 3  | 3  | 0  | 8  | 3  | 5   |
| América de Quito  | 7    | 6  | 3  | 1  | 2  | 9  | 7  | 2   |
| Oriente Petrolero | 6    | 6  | 2  | 2  | 2  | 10 | 7  | 3   |
| Chaco Petrolero   | 2    | 6  | 1  | 0  | 5  | 3  | 13 | –10 |

| \| Fecha \| Lugar \| Local \| Resultado \| Visitante \| \| ------------- \| ---------- \| ----------------- \| --------- \| ----------------- \| \| 27 de febrero \| Guayaquil \| Barcelona \| 2:1 \| América de Quito \| \| 27 de febrero \| Santa Cruz \| Oriente Petrolero \| 5:0 \| Chaco Petrolero \| \| 5 de marzo \| La Paz \| Chaco Petrolero \| 1:0 \| Oriente Petrolero \| \| 5 de marzo \| Quito \| América de Quito \| 0:0 \| Barcelona \| \| 12 de marzo \| La Paz \| Chaco Petrolero \| 1:2 \| Barcelona \| \| 12 de marzo \| Santa Cruz \| Oriente Petrolero \| 4:2 \| América de Quito \| \| 15 de marzo \| Santa Cruz \| Oriente Petrolero \| 0:0 \| Barcelona \| \| 15 de marzo \| La Paz \| Chaco Petrolero \| 1:2 \| América de Quito \| \| 22 de marzo \| Guayaquil \| Barcelona \| 3:0 \| Chaco Petrolero \| \| 22 de marzo \| Quito \| América de Quito \| 3:0 \| Oriente Petrolero \| \| 26 de marzo \| Guayaquil \| Barcelona \| 1:1 \| Oriente Petrolero \| \| 26 de marzo \| Quito \| América de Quito \| 1:0 \| Chaco Petrolero \| |            |                   |           |                   |
| Fecha | Lugar      | Local             | Resultado | Visitante         |
| 27 de febrero | Guayaquil  | Barcelona         | 2:1       | América de Quito  |
| 27 de febrero | Santa Cruz | Oriente Petrolero | 5:0       | Chaco Petrolero   |
| 5 de marzo | La Paz     | Chaco Petrolero   | 1:0       | Oriente Petrolero |
| 5 de marzo | Quito      | América de Quito  | 0:0       | Barcelona         |
| 12 de marzo | La Paz     | Chaco Petrolero   | 1:2       | Barcelona         |
| 12 de marzo | Santa Cruz | Oriente Petrolero | 4:2       | América de Quito  |
| 15 de marzo | Santa Cruz | Oriente Petrolero | 0:0       | Barcelona         |
| 15 de marzo | La Paz     | Chaco Petrolero   | 1:2       | América de Quito  |
| 22 de marzo | Guayaquil  | Barcelona         | 3:0       | Chaco Petrolero   |
| 22 de marzo | Quito      | América de Quito  | 3:0       | Oriente Petrolero |
| 26 de marzo | Guayaquil  | Barcelona         | 1:1       | Oriente Petrolero |
| 26 de marzo | Quito      | América de Quito  | 1:0       | Chaco Petrolero   |

### Grupo 3
| Equipo           | Pts. | PJ | PG | PE | PP | GF | GC | DG |
| ---------------- | ---- | -- | -- | -- | -- | -- | -- | -- |
| São Paulo        | 8    | 6  | 3  | 2  | 1  | 12 | 6  | 6  |
| Olimpia          | 6    | 6  | 2  | 2  | 2  | 7  | 8  | –1 |
| Cerro Porteño    | 6    | 6  | 2  | 2  | 2  | 7  | 11 | –4 |
| Atlético Mineiro | 4    | 6  | 0  | 4  | 2  | 5  | 6  | –1 |

| \| Fecha \| Lugar \| Local \| Resultado \| Visitante \| \| ------------- \| -------------- \| ---------------- \| ----------- \| ---------------- \| \| 30 de enero \| Belo Horizonte \| Atlético Mineiro \| 2:2 \| São Paulo \| \| 20 de febrero \| Asunción \| Olimpia \| 1:1 \| Cerro Porteño \| \| 1 de marzo \| São Paulo \| São Paulo \| 3:1 \| Olimpia \| \| 1 de marzo \| Belo Horizonte \| Atlético Mineiro \| 1:1 \| Cerro Porteño \| \| 5 de marzo \| São Paulo \| São Paulo \| 4:0 \| Cerro Porteño \| \| 5 de marzo \| Belo Horizonte \| Atlético Mineiro \| 0:0 \| Olimpia \| \| 9 de marzo \| São Paulo \| São Paulo \| 0:0 \| Atlético Mineiro \| \| 9 de marzo \| Asunción \| Cerro Porteño \| 1:3 \| Olimpia \| \| 16 de marzo \| Asunción \| Olimpia \| 2:2[Nota 1] \| Atlético Mineiro \| \| 19 de marzo \| Asunción \| Cerro Porteño \| 1:0 \| Atlético Mineiro \| \| 23 de marzo \| Asunción \| Cerro Porteño \| 3:2 \| São Paulo \| \| 26 de marzo \| Asunción \| Olimpia \| 0:1 \| São Paulo \| |                |                  |           |                  |
| Fecha | Lugar          | Local            | Resultado | Visitante        |
| 30 de enero | Belo Horizonte | Atlético Mineiro | 2:2       | São Paulo        |
| 20 de febrero | Asunción       | Olimpia          | 1:1       | Cerro Porteño    |
| 1 de marzo | São Paulo      | São Paulo        | 3:1       | Olimpia          |
| 1 de marzo | Belo Horizonte | Atlético Mineiro | 1:1       | Cerro Porteño    |
| 5 de marzo | São Paulo      | São Paulo        | 4:0       | Cerro Porteño    |
| 5 de marzo | Belo Horizonte | Atlético Mineiro | 0:0       | Olimpia          |
| 9 de marzo | São Paulo      | São Paulo        | 0:0       | Atlético Mineiro |
| 9 de marzo | Asunción       | Cerro Porteño    | 1:3       | Olimpia          |
| 16 de marzo | Asunción       | Olimpia          | 2:2       | Atlético Mineiro |
| 19 de marzo | Asunción       | Cerro Porteño    | 1:0       | Atlético Mineiro |
| 23 de marzo | Asunción       | Cerro Porteño    | 3:2       | São Paulo        |
| 26 de marzo | Asunción       | Olimpia          | 0:1       | São Paulo        |

### Grupo 4
| Equipo               | Pts. | PJ | PG | PE | PP | GF | GC | DG |
| -------------------- | ---- | -- | -- | -- | -- | -- | -- | -- |
| Universitario        | 8    | 6  | 3  | 2  | 1  | 9  | 6  | 3  |
| Universidad de Chile | 6    | 6  | 3  | 0  | 3  | 12 | 12 | 0  |
| Alianza Lima         | 6    | 6  | 2  | 2  | 2  | 10 | 10 | 0  |
| Unión San Felipe     | 4    | 6  | 1  | 2  | 3  | 5  | 8  | –3 |

| \| Fecha \| Lugar \| Local \| Resultado \| Visitante \| \| ------------- \| -------- \| -------------------- \| --------- \| -------------------- \| \| 25 de febrero \| Lima \| Universitario \| 2:1 \| Alianza Lima \| \| 25 de febrero \| Santiago \| Unión San Felipe \| 3:2 \| Universidad de Chile \| \| 1 de marzo \| Santiago \| Universidad de Chile \| 2:3 \| Alianza Lima \| \| 4 de marzo \| Santiago \| Unión San Felipe \| 0:0 \| Alianza Lima \| \| 7 de marzo \| Santiago \| Universidad de Chile \| 1:0 \| Universitario \| \| 11 de marzo \| Santiago \| Unión San Felipe \| 1:3 \| Universitario \| \| 14 de marzo \| Lima \| Alianza Lima \| 2:2 \| Universitario \| \| 15 de marzo \| Santiago \| Universidad de Chile \| 2:1 \| Unión San Felipe \| \| 18 de marzo \| Lima \| Alianza Lima \| 1:0 \| Unión San Felipe \| \| 21 de marzo \| Lima \| Universitario \| 0:0 \| Unión San Felipe \| \| 24 de marzo \| Lima \| Alianza Lima \| 3:4 \| Universidad de Chile \| \| 26 de marzo \| Lima \| Universitario \| 2:1 \| Universidad de Chile \| |          |                      |           |                      |
| Fecha | Lugar    | Local                | Resultado | Visitante            |
| 25 de febrero | Lima     | Universitario        | 2:1       | Alianza Lima         |
| 25 de febrero | Santiago | Unión San Felipe     | 3:2       | Universidad de Chile |
| 1 de marzo | Santiago | Universidad de Chile | 2:3       | Alianza Lima         |
| 4 de marzo | Santiago | Unión San Felipe     | 0:0       | Alianza Lima         |
| 7 de marzo | Santiago | Universidad de Chile | 1:0       | Universitario        |
| 11 de marzo | Santiago | Unión San Felipe     | 1:3       | Universitario        |
| 14 de marzo | Lima     | Alianza Lima         | 2:2       | Universitario        |
| 15 de marzo | Santiago | Universidad de Chile | 2:1       | Unión San Felipe     |
| 18 de marzo | Lima     | Alianza Lima         | 1:0       | Unión San Felipe     |
| 21 de marzo | Lima     | Universitario        | 0:0       | Unión San Felipe     |
| 24 de marzo | Lima     | Alianza Lima         | 3:4       | Universidad de Chile |
| 26 de marzo | Lima     | Universitario        | 2:1       | Universidad de Chile |

### Grupo 5
| Equipo           | Pts. | PJ | PG | PE | PP | GF | GC | DG |
| ---------------- | ---- | -- | -- | -- | -- | -- | -- | -- |
| Peñarol          | 8    | 4  | 4  | 0  | 0  | 12 | 3  | 9  |
| Deportivo Italia | 3    | 4  | 1  | 1  | 2  | 4  | 7  | –3 |
| Valencia         | 1    | 4  | 0  | 1  | 3  | 3  | 9  | –6 |

| \| Fecha \| Lugar \| Local \| Resultado \| Visitante \| \| ------------- \| ---------- \| ---------------- \| --------- \| ---------------- \| \| 13 de febrero \| Valencia \| Valencia \| 1:1 \| Deportivo Italia \| \| 19 de febrero \| Caracas \| Deportivo Italia \| 0:1 \| Peñarol \| \| 27 de febrero \| Valencia \| Valencia \| 1:2 \| Peñarol \| \| 4 de marzo \| Caracas \| Deportivo Italia \| 2:0 \| Valencia \| \| 12 de marzo \| Montevideo \| Peñarol \| 5:1 \| Deportivo Italia \| \| 16 de marzo \| Montevideo \| Peñarol \| 4:1 \| Valencia \| |            |                  |           |                  |
| Fecha | Lugar      | Local            | Resultado | Visitante        |
| 13 de febrero | Valencia   | Valencia         | 1:1       | Deportivo Italia |
| 19 de febrero | Caracas    | Deportivo Italia | 0:1       | Peñarol          |
| 27 de febrero | Valencia   | Valencia         | 1:2       | Peñarol          |
| 4 de marzo | Caracas    | Deportivo Italia | 2:0       | Valencia         |
| 12 de marzo | Montevideo | Peñarol          | 5:1       | Deportivo Italia |
| 16 de marzo | Montevideo | Peñarol          | 4:1       | Valencia         |

## Segunda fase

### Grupo A
| Equipo        | Pts. | PJ | PG | PE | PP | GF | GC | DG |
| ------------- | ---- | -- | -- | -- | -- | -- | -- | -- |
| Universitario | 4    | 4  | 1  | 2  | 1  | 9  | 7  | 2  |
| Nacional      | 4    | 4  | 1  | 2  | 1  | 7  | 7  | 0  |
| Peñarol       | 4    | 4  | 1  | 2  | 1  | 5  | 7  | –2 |

| \| Fecha \| Lugar \| Local \| Resultado \| Visitante \| \| ----------- \| ---------- \| ------------- \| --------- \| ------------- \| \| 11 de abril \| Lima \| Universitario \| 2:3 \| Peñarol \| \| 14 de abril \| Lima \| Universitario \| 3:0 \| Nacional \| \| 21 de abril \| Montevideo \| Nacional \| 1:1 \| Peñarol \| \| 25 de abril \| Montevideo \| Nacional \| 3:3 \| Universitario \| \| 29 de abril \| Montevideo \| Peñarol \| 1:1 \| Universitario \| \| 3 de mayo \| Montevideo \| Peñarol \| 0:3 \| Nacional \| |            |               |           |               |
| Fecha | Lugar      | Local         | Resultado | Visitante     |
| 11 de abril | Lima       | Universitario | 2:3       | Peñarol       |
| 14 de abril | Lima       | Universitario | 3:0       | Nacional      |
| 21 de abril | Montevideo | Nacional      | 1:1       | Peñarol       |
| 25 de abril | Montevideo | Nacional      | 3:3       | Universitario |
| 29 de abril | Montevideo | Peñarol       | 1:1       | Universitario |
| 3 de mayo | Montevideo | Peñarol       | 0:3       | Nacional      |

### Grupo B
| Equipo        | Pts. | PJ | PG | PE | PP | GF | GC | DG |
| ------------- | ---- | -- | -- | -- | -- | -- | -- | -- |
| Independiente | 5    | 4  | 2  | 1  | 1  | 4  | 2  | 2  |
| São Paulo     | 4    | 4  | 1  | 2  | 1  | 2  | 3  | –1 |
| Barcelona     | 3    | 4  | 0  | 3  | 1  | 2  | 3  | –1 |

| \| Fecha \| Lugar \| Local \| Resultado \| Visitante \| \| ----------- \| ---------- \| ------------- \| --------- \| ------------- \| \| 6 de abril \| Guayaquil \| Barcelona \| 1:1 \| Independiente \| \| 12 de abril \| Guayaquil \| Barcelona \| 0:0 \| São Paulo \| \| 18 de abril \| Avellaneda \| Independiente \| 1:0 \| Barcelona \| \| 21 de abril \| São Paulo \| São Paulo \| 1:1 \| Barcelona \| \| 27 de abril \| São Paulo \| São Paulo \| 1:0 \| Independiente \| \| 4 de mayo \| Avellaneda \| Independiente \| 2:0 \| São Paulo \| |            |               |           |               |
| Fecha | Lugar      | Local         | Resultado | Visitante     |
| 6 de abril | Guayaquil  | Barcelona     | 1:1       | Independiente |
| 12 de abril | Guayaquil  | Barcelona     | 0:0       | São Paulo     |
| 18 de abril | Avellaneda | Independiente | 1:0       | Barcelona     |
| 21 de abril | São Paulo  | São Paulo     | 1:1       | Barcelona     |
| 27 de abril | São Paulo  | São Paulo     | 1:0       | Independiente |
| 4 de mayo | Avellaneda | Independiente | 2:0       | São Paulo     |

## Final

### Ida
| 17 de mayo de 1972 | Universitario | 0:0 | Independiente | Estadio Nacional, Lima                                      |  |
|                    |               |     |               | Asistencia: 45 473 espectadores Árbitro(s): Armando Marques |  |

|            | POR        | Humberto Ballesteros |     |
|            | DEF        | Eleazar Soria        |     |
|            | DEF        | Fernando Cuéllar     |     |
|            | DEF        | Héctor Chumpitaz     |     |
|            | DEF        | Julio César Luna     |     |
|            | MED        | Hernán Castañeda     |     |
|            | MED        | Carlos Carbonell     | 46' |
|            | MED        | Rubén Techera        |     |
|            | DEL        | Héctor Bailetti      |     |
|            | DEL        | Percy Rojas          |     |
|            | DEL        | Oswaldo Ramírez      |     |
| Entrenador | Entrenador | Roberto Scarone      |     |

|            | POR        | Miguel Ángel Santoro  |     |
|            | DEF        | Eduardo Commisso      |     |
|            | DEF        | Francisco Sá          |     |
|            | DEF        | Luis Garisto          |     |
|            | DEF        | Ricardo Pavoni        |     |
|            | MED        | José Pastoriza        |     |
|            | MED        | Miguel Ángel Raimondo |     |
|            | MED        | Alejandro Semenewicz  |     |
|            | MED        | Hugo Saggioratto      |     |
|            | DEL        | Dante Mircoli         |     |
|            | DEL        | Agustín Balbuena      | 73' |
| Entrenador | Entrenador | Pedro Dellacha        |     |

|  | DEL | Ángel Uribe | 46' |

|  | DEL | Carlos Bulla | 73' |

| Árbitro | Armando Marques |

|            | POR        | Humberto Ballesteros |     |
|            | DEF        | Eleazar Soria        |     |
|            | DEF        | Fernando Cuéllar     |     |
|            | DEF        | Héctor Chumpitaz     |     |
|            | DEF        | Julio César Luna     |     |
|            | MED        | Hernán Castañeda     |     |
|            | MED        | Carlos Carbonell     | 46' |
|            | MED        | Rubén Techera        |     |
|            | DEL        | Héctor Bailetti      |     |
|            | DEL        | Percy Rojas          |     |
|            | DEL        | Oswaldo Ramírez      |     |
| Entrenador | Entrenador | Roberto Scarone      |     |

|            | POR        | Miguel Ángel Santoro  |     |
|            | DEF        | Eduardo Commisso      |     |
|            | DEF        | Francisco Sá          |     |
|            | DEF        | Luis Garisto          |     |
|            | DEF        | Ricardo Pavoni        |     |
|            | MED        | José Pastoriza        |     |
|            | MED        | Miguel Ángel Raimondo |     |
|            | MED        | Alejandro Semenewicz  |     |
|            | MED        | Hugo Saggioratto      |     |
|            | DEL        | Dante Mircoli         |     |
|            | DEL        | Agustín Balbuena      | 73' |
| Entrenador | Entrenador | Pedro Dellacha        |     |

|  | DEL | Ángel Uribe | 46' |

|  | DEL | Carlos Bulla | 73' |

| Árbitro | Armando Marques |

### Vuelta
| 24 de mayo de 1972 | Independiente    | 2:1 (1:0) | Universitario | Estadio La Doble Visera, Avellaneda                           |                                                               |
|                    | Maglioni 6', 61' |           | Rojas 79'     | Asistencia: 55 000 espectadores Árbitro(s): José Favilli Neto | Asistencia: 55 000 espectadores Árbitro(s): José Favilli Neto |

|            | POR        | Miguel Ángel Santoro  |     |
|            | DEF        | Eduardo Commisso      |     |
|            | DEF        | Francisco Sá          |     |
|            | DEF        | Luis Garisto          |     |
|            | DEF        | Ricardo Pavoni        |     |
|            | MED        | José Pastoriza        |     |
|            | MED        | Miguel Ángel Raimondo |     |
|            | MED        | Alejandro Semenewicz  |     |
|            | MED        | Hugo Saggioratto      |     |
|            | DEL        | Eduardo Maglioni      | 62' |
|            | DEL        | Agustín Balbuena      | 64' |
| Entrenador | Entrenador | Pedro Dellacha        |     |

|            | POR        | Humberto Ballesteros |     |
|            | DEF        | Eleazar Soria        |     |
|            | DEF        | Fernando Cuéllar     |     |
|            | DEF        | Héctor Chumpitaz     |     |
|            | DEF        | Julio César Luna     |     |
|            | MED        | Hernán Castañeda     |     |
|            | MED        | Luis Cruzado         |     |
|            | MED        | Rubén Techera        | 46' |
|            | DEL        | Juan José Muñante    |     |
|            | DEL        | Percy Rojas          |     |
|            | DEL        | Oswaldo Ramírez      | 73' |
| Entrenador | Entrenador | Roberto Scarone      |     |

|  | DEL | Manuel Magán  | 62' |
|  | DEL | Dante Mircoli | 64' |

|  | DEL | Fernando Alva   | 46' |
|  | DEL | Héctor Bailetti | 73' |

| Anotado | 6'  | Eduardo Maglioni | 1:0 |
| Anotado | 61' | Eduardo Maglioni | 2:0 |

| Anotado | 79' | Percy Rojas | 2:1 |

| Árbitro | José Favilli Neto |

|            | POR        | Miguel Ángel Santoro  |     |
|            | DEF        | Eduardo Commisso      |     |
|            | DEF        | Francisco Sá          |     |
|            | DEF        | Luis Garisto          |     |
|            | DEF        | Ricardo Pavoni        |     |
|            | MED        | José Pastoriza        |     |
|            | MED        | Miguel Ángel Raimondo |     |
|            | MED        | Alejandro Semenewicz  |     |
|            | MED        | Hugo Saggioratto      |     |
|            | DEL        | Eduardo Maglioni      | 62' |
|            | DEL        | Agustín Balbuena      | 64' |
| Entrenador | Entrenador | Pedro Dellacha        |     |

|            | POR        | Humberto Ballesteros |     |
|            | DEF        | Eleazar Soria        |     |
|            | DEF        | Fernando Cuéllar     |     |
|            | DEF        | Héctor Chumpitaz     |     |
|            | DEF        | Julio César Luna     |     |
|            | MED        | Hernán Castañeda     |     |
|            | MED        | Luis Cruzado         |     |
|            | MED        | Rubén Techera        | 46' |
|            | DEL        | Juan José Muñante    |     |
|            | DEL        | Percy Rojas          |     |
|            | DEL        | Oswaldo Ramírez      | 73' |
| Entrenador | Entrenador | Roberto Scarone      |     |

|  | DEL | Manuel Magán  | 62' |
|  | DEL | Dante Mircoli | 64' |

|  | DEL | Fernando Alva   | 46' |
|  | DEL | Héctor Bailetti | 73' |

| Anotado | 6'  | Eduardo Maglioni | 1:0 |
| Anotado | 61' | Eduardo Maglioni | 2:0 |

| Anotado | 79' | Percy Rojas | 2:1 |

| Árbitro | José Favilli Neto |

|                                   |
| Bandera de Argentina              |
| Campeón Independiente 3.er título |

## Estadísticas

### Goleadores
| Jugador           | Club          | Goles |
| ----------------- | ------------- | ----- |
| Oswaldo Ramírez   | Universitario | 6     |
| Percy Rojas       | Universitario | 6     |
| Teófilo Cubillas  | Alianza Lima  | 6     |
| Toninho Guerreiro | São Paulo     | 6     |